# Aske (EP)
Die EP Aske (no. ‚Asche‘) ist die zweite Veröffentlichung der norwegischen Black-Metal-Band Burzum. Sie wurde im März 1993 veröffentlicht.

## Entstehung

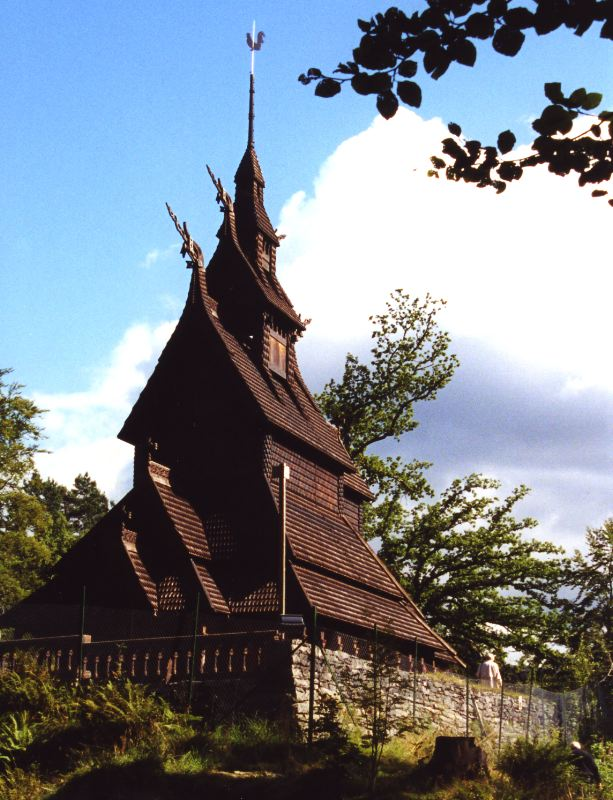
Die Stabkirche Fantoft

Das Instrumentalstück Dominus Sathanas wurde im April 1992 in den Grieghallen-Studios aufgenommen, im August die beiden anderen Titel. Zum zweiten und letzten Mal spielte mit Tomas „Samoth“ Haugen von Emperor, der den Bass beisteuerte, bei Burzum ein Gastmusiker mit. Hintergrund war, dass Vikernes kurz mit dem Gedanken spielte, live aufzutreten und sich nach geeigneten Musikern umsah. In einem frühen Interview gab er Jan Axel Blomberg von Mayhem als Schlagzeuger an, später nannte er Erik Olivier „AiwarikiaR“ Lancelot (Ex-Valhall, Ex-Ulver). Es kam jedoch nie zu Auftritten.
Im Januar 1993 wurde Vikernes das erste Mal verhaftet, nachdem 1992 gedruckte Handzettel mit den Ruinen der am 6. Juni 1992 abgebrannten Stabkirche Fantoft kursierten und er öffentlich in der Bergener Tageszeitung Bergens Tidende mit den Verbrechen geprahlt hatte, die er und der Inner Circle begangen hatten. Ihm wurden mehrere versuchte und begangene Brandstiftungen zur Last gelegt. Vikernes selbst stritt ab, die Stabkirche in Brand gesetzt zu haben. Es wird angenommen, dass er das Photo selbst aufnahm. Mangels Beweisen wurde er im März 1993 wieder freigelassen.
Im März 1993 veröffentlichte Øystein „Euronymous“ Aarseth die EP auf seinem Label Deathlike Silence Productions.

## Artwork
Auf dem EP-Cover befindet sich eine Fotografie der Ruinen der Stabkirche Fantoft, die bei einem Brandanschlag am 6. Juni 1992 völlig niederbrannte. Den ersten 1000 Kopien von Aske lag ein Feuerzeug, das mit dem Motiv des Covers bedruckt war, bei. Ketil Sveen, Mitbegründer von Voices of Wonder, die den Vertrieb sämtlicher Veröffentlichungen von Deathlike Silence Productions übernommen hatten, produzierte das Feuerzeug als Werbeartikel für die EP. Er bezeichnete es im Nachhinein als „eine der dümmsten Sachen“, die er je getan habe. Von einer Beteiligung Vikernes’ an den Kirchenbrandstiftungen will er nichts gewusst haben:

„Wir dachten uns, wenn er verrückt genug war, eine Kirche anzuzünden, wäre er nicht so verrückt, damit auch noch anzugeben. Wir machten das Feuerzeug wegen der Aufmerksamkeit, die er in den Medien bekam.“

Auf der Rückseite ist ein durchgestrichenes Bild des in der norwegischen Black-Metal-Szene verhassten Anton Szandor LaVey zusammen mit dem Schriftzug „no fun, no core, no mosh, no trend“ zu sehen.

## Stil und Inhalt
Die Lieder sind sehr repetitiv und simpel aufgebaut. Der Gesang besteht aus langgezogenen Schreien, die oft den Rhythmus der Riffs imitieren. Die Riffs bestehen meist aus Powerchords.
Stemmen fra tårnet ist ein schnelles Black-Metal-Stück, das aus einem monotonen Riff besteht und abrupt endet. Es ist das einzige in norwegischer Sprache veröffentlichte Lied der EP, der Text erinnert an Saurons Dunklen Turm im Roman Der Herr der Ringe. Dominus Sathanas ist ein kurzes Instrumentalstück, das von einer Gitarre ruhig vorgetragen wird. In diesem Lied kann man leises Flüstern vernehmen, bis ein Schrei die Stille unterbricht. A Lost Forgotten Sad Spirit, eine Neuaufnahme eines Titels vom Debütalbum Burzum, bildet den Abschluss der EP. Mit seinen beinahe 11 Minuten ist es das längste Stück der EP und länger als die erste Version. Es wurde im langsamen Tempo eingespielt, verfügt über wenig Tempowechsel und basiert größtenteils auf demselben Riff. A Lost Forgotten Sad Spirit ist ein episches Lied über einen toten Jungen in einer Gruft. Dieser wartet darauf, aus der Grabstätte befreit zu werden, um verdammt als „verlorener, vergessener, trauriger Geist“ ewig herumspuken zu müssen.
Nachdem Vikernes sich vom Satanismus abgewandt hatte und als Rechtsextremist und Neopaganist auftrat, versuchte er seine Liedtexte auf die nordische Mythologie umzudeuten und stritt satanistische Tendenzen ab:

„Auf Aske verweist der Titel der EP auf den heutigen Zustand von Odins Reich und auf die Zukunft ‚Gottes‘. Der erste Titel ‚Stemmen fre taarnet‘ [‚Der Ruf vom Turm‘] handelt von einem Ruf Odins von seinem Turm Hlidskjálf […]. Der einzige ‚satanische‘ Titel ist ‚Dominus Sathanas‘ auf Aske, übersetzbar mit ‚Der Herrscher Gegenspieler‘ oder so ähnlich. Also wo zum Teufel erhalten sie den Eindruck, ich sei Satanist?“

## Wirkung
Mit Aske und dem Bezug auf die von der Black-Metal-Szene ausgegangenen Kirchenbrände verschaffte Vikernes der Subkultur mediale Aufmerksamkeit und sorgte für Nachahmungstäter. Bezüge zu Kirchenbrandstiftung fanden sich daraufhin auch bei anderen Bands: Graveland aus Polen war bei der Aufnahme des Demos In the Glare of Burning Churches (1993) von den Ereignissen in Norwegen inspiriert. Auf den Covers der Picture-Disc-Version von Absurd-LP Facta Loquuntur, dem Album Burning the Temple of God von Henrik „Nordvargr“ Björkks Projekt MZ.412 (beide 1996), des Buchs Lords of Chaos (1998) und der Single Purify Sweden von Lord Belial (2003) wiederum ist die brennende Frogn-Kirche abgebildet.

## Rezeption
Michael Renaud, der die Vocals als „unmenschlich“ bezeichnet, vergibt für die EP auf der Website metalcrypt.com im Review 4,75 von 5 Punkten.

## Titelliste
- Stemmen fra tårnet (‚Die Stimme aus dem Turm‘) – 6:09
- Dominus Sathanas (‚Herrscher Satan‘) – 3:02
- A Lost Forgotten Sad Spirit (‚Ein verlorener, vergessener, trauriger Geist‘) – 10:51

## Neuauflage
In seiner ursprünglichen Version wurde die EP nicht offiziell wiederveröffentlicht. Stattdessen erschienen die Titel 1995 auf Burzum/Aske bei Misanthropy Records, das Cover der EP wurde auf einen kleinen Aufkleber gedruckt und ist außerdem auf dem CD-Aufdruck zu sehen.